# Gewog di Dala
Il gewog di Dala è uno degli undici raggruppamenti di villaggi del distretto di Chukha, nella regione Occidentale, in Bhutan.